# Grad Limburg
Limburški grad, nemško Limburger Schloss, je srednjeveški kamnit grad v Limburgu ob Lahnu v zvezni deželi Hessen, okrožje Limburg-Weilburg, Nemčija.

## Lega
Grad je za limburško stolnico na apnenčasti skali, tako imenovanem Stolničnem hribu, visoko nad reko Lahn, in gleda na staro mesto Limburg.

## Zgodovina
Na hribu, na katerem stoji stolnica, je bilo že okoli leta 500 keltsko naselje. Središče je bilo na današnjem Stolniškem trgu (Dompaltz). V merovinškem obdobju, najpozneje okoli leta 800, je stal grad, ki je na prehodu čez reko Lahn varoval cestni promet. V 9. stoletju je bil bivališče lokalnih grofov v imenu frankovskih kraljev , v 10. stoletju je bil v lasti Konradinijev. Leta 910 je bila ustanovljena trdnjava Limburc ob samostanu svetega Jurija, današnji stolnici. Do 13. stoletja je bil grad prebivališče samostanskih kanonikov. Od 13. stoletja je v vzhodnem delu gradu stanovala limburška gospoda. V preostalem delu pa je bilo prebivališče ministerialov in članov plemstva, zgrajen je bil okoli različnih dvorišč in stolpov.
Po izumrtju Konradinijev je grad dobila družina Izenburg, v 14. stoletju pa je pripadel volilni kneževini Trier (nemško Kurtrier), grofom Leiningen, Izenburškim in v 16. stoletju plemiški družini Landschad iz Steinacha. Grad je bil upravno središče za Limburg in okoliške posesti. Leta 1712 je dobil lesen vodovod. Leta 1802 je pripadel Nassau-Weilburgu, leta 1806 vojvodini Nassau.
Leta 1866 je grad pripadel Prusiji in je od takrat precej prazen. V začetku leta 1883 je bila v dvoranski stavbi poklicna šola, ki se je v naslednjih letih razširila na druge dele gradu. Leta 1929 je zgorela poznogotska dvorana ter bila 1934 in 1935 rekonstruirana. Leta 1945 je stavba pripadla Velikemu Hessnu.
Od leta 1905 do 1976 je bil v Petrovi kapeli in v sosednji sobi muzej škofije Limburg, do leta 1963 je bila v renesančni zgradbi najprej trgovska šola, do leta 2003 pa del Inštituta za šolstvo državnega šolskega urada.
Leta 1995 je država Hessen prodala grad zasebnemu vlagatelju. To je sprožilo buren javni protest in med drugim ustanovitev razvojnega združenja, ki je želelo objekt obnoviti in ga narediti varnega. Leta 2000 je za simbolično ceno (za eno marko) grad kupilo mesto.

## Današnja uporaba
Danes je v nekaj sobah mestni arhiv. Poleg tega imajo nekatere prostore katoliška italijanska in portugalska župnija Limburg. Nekatere sobe uporablja škofijska glasbena šola.
Leta 2003 je mesto Limburg začelo načrtovati uporabo, predvidena je bila ustanovitev mestnega muzeja. Najprej je bilo treba odpraviti precejšnje strukturne poškodbe. Večina tako imenovanega renesančnega severovzhodnega območja je bila prizadeta. Razlog je bila nestabilnost, ki je počasi povzročala razpoke v zidu. Tudi streha renesančne stavbe je bila poškodovana. Leta 2009 so začeli utrjevati kletni del, naslednje leto celotni jugovzhodni del. Drugi deli, nastali po letu 1929, niso obnovljeni.

## Zasnova
Grad je sestavljen iz več stavb iz različnih obdobij, ki segajo severno do Lahna in do odprtega dvorišča. Stavbe iz zgodnjega srednjega veka ni več mogoče rekonstruirati. Približno 11-krat 10,5 m obsežen stanovanjski stolp je bil verjetno zgrajen okrog leta 1250 po naročilu Gerlaha I. Limburškega. Stolp ima obokano klet in tri nadstropja nad tlemi. V pritličju je enkratna reprezentativna dvorana z devetimi koničastimi oboki, stenski stebri imajo zgodnjegotske kapitele. Drugi prostor v prvem nadstropju je zasnovan enostavno. Današnja streha sega v leto 1652.
Južno od stanovanjskega stolpa je kapela svetega Petra, ki izvira iz 11. stoletja in je bila razširjena. Od leta 1298, od ustanovitve samostana, je bila preurejena le starejša kapela. To je najstarejši ohranjeni del gradu. Območje oltarja je preprosto okrašeno. Izstopajo koničasto tridelno gotsko okno s krogovičjem, ornament v apsidi in zlasti zgodnjegotska, nastala leta 1300, poslikava na severni steni, ki prikazuje svetega Krištofa. Spodnjo polovico slike je verjetno uničila odprtina vrat v 19. stoletju. Leta 1534 je bila kapela stanovanjska stavba.
Južneje se dviga velika stavba z dvorano, zgrajeno leta 1379. Presenetljiva je 7,3 krat 29 metrov nenavadno velika dvorana v prvem nadstropju, v kateri prevladuje ustrezno velik, poznogotski kamin. Južna stena je prebodena s petimi okni v obokanih nišah s kamnitimi prečnimi palicami. V pritličju je bila prvotno kuhinja, pozneje hlevi.
Severno od stanovanjskega stolpa je tako imenovana renesančna zgradba iz okoli leta 1600. Iz kamnite kleti se dviga pollesena zgradba s frankovskimi panoramskimi okni in zatrepom. Pred baročno zgradbo stoji osmerokoten stopniščni stolp z lesenim spiralnim stopniščem. Na vhodu v pritličju je bil do približno leta 1800 grajski vodnjak, v katerega je bil speljan vodovod.
Južna stran dvorišča je zaprta s kamnitim preddverjem, polleseno konstrukcijo, odprto proti dvorišču. Rekonstruirana je bila leta 1929 in je preživela požar gotske dvoranske zgradbe.
Na zahodu je bil hlev zgrajen na ostankih zidu iz leta 1779, pogorel je leta 1929 in nato znova zgrajen kot šola. Pred tem je bilo tu verjetno grajsko dvorišče za več prebivalcev gradu. Na severu so vrata in nato stanovanjska hiša s čopasto streho iz leta 1720, ki so jo uporabljali kot klet, zdaj pa kot zakristijo stolnice. Vrt na odprti severni strani dvorišča je bil urejen v 19. stoletju. Okoli leta 1780 so tukaj stale dve lipi in poletna koča. Prav v tem času je bil pred vrati še grajski jarek z mostom.
Na dvorišču so nagrobniki več uradnikov in duhovščine.
Limburški kronist Johann Mechtel meni, da je bilo celotno območje obdano z obzidjem z več stolpi ter Sovjimi vrati kot edinim dostopom. Leta 1569 so ta vrata porušili. Od obzidja in stolpov so danes vidni samo majhni ostanki. Kdaj je bilo vse to porušeno, ni znano. Blizu sta bili dve dodatni nižji obzidji ob samostanu, gradu in delu starega mestnega jedra, ki je še danes delno vidno.